# The Way Back (film 1915)
The Way Back è un film muto del 1915 diretto da Carlton King (Carlton S. King).

## Produzione
Il film fu prodotto dalla Edison Company.

## Distribuzione
Distribuito dalla General Film Company, il film  uscì nelle sale cinematografiche USA il 3 settembre 1915.